# ويل بلاكويل
ويل بلاكويل (بالإنجليزية: Will Blackwell)‏ هو لاعب كرة قدم أمريكية أمريكي، ولد في 9 يوليو 1975 في تيكساركانا في الولايات المتحدة.

## وصلات خارجية
- ويل بلاكويل على موقع مرجع كرة القدم المحترفة.كوم (الإنجليزية)